# Archegos Capital Management
Archegos Capital Management est un family office dirigé par Bill Hwang. Le 26 mars 2021, Archegos a fait défaut aux appels de marge de plusieurs banques d'investissement mondiales, dont Crédit suisse et Nomura Holdings, ainsi que Goldman Sachs et Morgan Stanley,.

## Histoire
Autrefois gérant de  Tiger Asia Management, Bill Hwang a créé le bureau de gestion de patrimoine Archegos en 2013, qui avait dix milliards de dollars sous gestion en 2020. Tiger Asia Management a déjà plaidé coupable de délit d'initié sur des actions de banques chinoises en 2012 et a payé une amende de 44 millions de dollars. En 2014, Hwang « a été interdit de trading à Hong Kong pendant quatre ans. »
Les avoirs d'Archegos étaient principalement sous la forme de swaps de rendement total, un instrument financier où les titres sous-jacents (actions) sont détenus par des banques. Cela signifie qu'Archegos n'a pas eu besoin de divulguer ses importantes participations, alors que s'il avait négocié des actions ordinaires, il aurait dû le faire. Le fonds était également fortement endetté et faisait affaire avec de nombreuses banques qui n'étaient probablement pas au courant des importantes positions d'Archegos détenues par d'autres banques.

## Chute
Le 26 mars 2021, les banques offrant des services de courtage de premier ordre à Archegos commencent à liquider des milliards de dollars de diverses actions après l'incapacité d'Archegos à répondre à un appel de marge. Les actions étaient apparemment liées aux swaps de rendement total détenus par Archegos. Cette vente aurait été à l'origine d'une chute de 27 % du cours de l'action de ViacomCBS et d'une chute similaire du cours de Discovery, Inc.. Les pertes des diverses banques pourraient atteindre 10 milliards de dollars.
Le 29 mars, le cours de l'action de Crédit suisse baisse de 14 %, tandis que les actions de Nomura Holdings de 16 %. Selon le Wall Street Journal, Goldman Sachs et Morgan Stanley ont pu limiter leurs pertes liées à Archegos en agissant plus rapidement que Crédit suisse et Nomura Holdings. 
Le sort d'Archegos a été comparé à la débâcle de Long Term Capital Management en 1998.
À la suite de la chute du fonds, Janet Yellen, secrétaire d'État au Trésor du gouvernement Biden, demande aux superviseurs d'entamer une réflexion sur l'effet de levier financier des fonds spéculatifs.